# Rivière des Abénaquis (rivière Etchemin)
Pour les articles homonymes, voir Abénakis (homonymie).
La rivière des Abénaquis coule dans les municipalités de Saint-Nérée, Saint-Lazare-de-Bellechasse, Saint-Damien-de-Buckland, Saint-Malachie et Sainte-Claire, dans la municipalité régionale de comté (MRC) de Bellechasse
dans la région administrative de Chaudière-Appalaches, au Québec, au Canada.
La Rivière des Abénaquis est un affluent de la rive est de la rivière Etchemin laquelle coule vers le nord pour se déverser sur la rive sud du fleuve Saint-Laurent, en face de la ville de Québec.

## Géographie
Les principaux bassins versants voisins de la Rivière des Abénaquis sont :
- côté nord : ruisseau des Érables, ruisseau aux Aulnes, ruisseau Leblond, Bras Saint-Michel, ruisseau du Cimetière, rivière du Sud (Montmagny), rivière des Orignaux (rivière de la Fourche) ;
- côté est : rivière du Sud (Montmagny), rivière de la Fourche, rivière aux Billots, rivière du Moulin (rivière aux Billots) ;
- côté sud : ruisseau Tough, ruisseau Hemison, rivière Etchemin ;
- côté ouest : rivière Etchemin.

La rivière des Abénaquis prend sa source au nord du canton de Buckland, à la confluence du ruisseau de la Septième, et du ruisseau chez Ti-Zout-Roy, dans la MRC de Bellechasse, dans la municipalité de Saint-Nérée. Cette source est située du côté nord-ouest de la route du 7e rang, à :
- 5,7 km à l'ouest de la rivière du Sud (Montmagny) laquelle coule vers le nord pour se déverser dans le fleuve Saint-Laurent à la hauteur de Montmagny ;
- 6,8 km au nord du centre du village de Saint-Damien-de-Buckland ;
- 11,0 km à l'est du centre du village de Saint-Lazare-de-Bellechasse ; et
- 6,0 km au sud-est du centre du village de Saint-Nérée.

Parcours de la rivière des Abénaquis
Partie supérieure (segment de 13,6 km)
À partir de sa source, la Rivière des Abénaquis coule en zone forestière et montagneuse selon les segments suivants :
- 3,6 km vers le sud-ouest dans Saint-Nérée en coupant la route Principale, jusqu'à la limite municipale de Saint-Lazare-de-Bellechasse ;
- 2,3 km vers le sud-ouest dans Saint-Lazare-de-Bellechasse, jusqu'à la limite municipale de Saint-Damien-de-Buckland ;
- 2,0 km vers le sud-ouest, jusqu'à la limite municipale de Saint-Lazare-de-Bellechasse ;
- 0,7 km vers le sud dans Saint-Lazare-de-Bellechasse, jusqu'à la limite municipale Saint-Damien-de-Buckland ;
- 0,3 km vers le sud dans Saint-Damien-de-Buckland, jusqu'à de Saint-Lazare-de-Bellechasse ;
- 2,1 km vers le sud dans Saint-Lazare-de-Bellechasse, jusqu'à limite de Saint-Damien-de-Buckland ;
- 0,6 km vers le sud, jusqu'à la route 279 ;
- 2,0 km vers le sud, jusqu'à la confluence de la rivière aux Billots ;

Partie inférieure de la rivière (segment de 10,8 km)
À partir de la confluence de la rivière aux Billots, la rivière des Abénaquis coule sur :
- 0,2 km vers l'ouest, jusqu'à la limite de Saint-Lazare-de-Bellechasse ;
- 2,1 km vers le sud-ouest en coupant la route du rang du Petit Buckland, jusqu'à la limite de Saint-Lazare-de-Bellechasse ;
- 1,6 km vers l'ouest, jusqu'à la limite de Sainte-Claire ;
- 3,0 km vers le sud, puis vers le nord-ouest en recueillant les eaux de ruisseaux venant du sud, jusqu'à la confluence du ruisseau Aubin ;
- 1,0 km vers l'ouest, jusqu'à la limite de Saint-Lazare-de-Bellechasse ;
- 0,5 km vers l'ouest, jusqu'à la limite de Sainte-Claire ;
- 2,0 km vers l'ouest, jusqu'au pont du hameau Abénakis ;
- 0,4 km vers l'ouest en traversant la route 277, jusqu'à sa confluence.

La rivière des Abénaquis se jette sur la rive est de la rivière Etchemin. La confluence de la Rivière des Abénaquis est située en aval du pont de Saint-Malachie (village de "Saint-Malachie-Station") et en amont du pont du village de Sainte-Claire.

## Toponymie
Le toponyme « rivière des Abénaquis » fait référence à la nation abénaquise dont les membres parcouraient cette zone. Selon la déclaration de 1884 d'un chef amérindien abénaquis, Jos. Laurent, l'appellation de ce cours d'eau provient de Wôbanaki, signifiant "terre ou pays de l'Est". Wôban signifie point du jour et le terme diminutif aki est utilisé dans la composition des mots concernant la terre, l'étendue ou la région. Selon lui, Wôbanaki a un sens distinctif, soit celui d'un "Indien d'où la lumière du jour arrive", i.e. celle d'un Indien arrivant de l'Est. Wôbanakiak serait la forme plurielle du terme.
Le toponyme Rivière des Abénaquis a été officialisé le 5 décembre 1968 à la Commission de toponymie du Québec.